# Giuseppe Rosica
Giuseppe Rosica (Roma, 31 ottobre 1956 – Roma, 25 febbraio 2019) è stato un arbitro di calcio e dentista italiano.

## Biografia

### Carriera
Appartenente alla sezione AIA di Roma, debuttò in Serie B nella stagione 1989-1990, il 3 settembre 1989 nella partita Cagliari-Reggina.
Esordì in Serie A nella stagione 1990-1991, il 26 maggio 1991 nella partita Cagliari-Bari.
L'ultima partita arbitrata in Serie A, risalente alla stagione 1995-1996, è Cremonese-Vicenza del 5 maggio 1996.
Smise di arbitrare al termine della stagione 1995-1996.

### Malattia e morte
Nel luglio del 2018 venne reso noto che Rosica era affetto da oltre un anno di SLA, primo arbitro in Italia ad averla contratta.
È morto la sera del 25 febbraio 2019 a causa della patologia neurodegenerativa.